# Story of a Heart
Story of a Heart är ett samlingsalbum av BAO, släppt 6 juli 2009. Solister är Helen Sjöholm och Tommy Körberg.

## Låtlista
| Nr | Låt                                                     | Musik           | Text          | Längd |
| -- | ------------------------------------------------------- | --------------- | ------------- | ----- |
| 1  | Glasgow Boogie                                          | Benny Andersson | -             | 3:30  |
| 2  | Trolska (Trolskan)                                      | Benny Andersson | -             | 2:07  |
| 3  | Story of a Heart (Sommaren du fick)1                    | Benny Andersson | Björn Ulvaeus | 5:08  |
| 4  | Bed of Roses (En dans på rosor)                         | Benny Andersson | -             | 3:04  |
| 5  | You Are My Man (Du är min man)1                         | Benny Andersson | Björn Ulvaeus | 3:36  |
| 6  | Cirkus Finemang                                         | Benny Andersson | -             | 4:15  |
| 7  | Fait accompli2                                          | Benny Andersson | Björn Ulvaeus | 3:57  |
| 8  | Song from the Second Floor (Sånger från andra våningen) | Benny Andersson | -             | 3:42  |
| 9  | Birthday Waltz for Mona (Födelsedagsvals till Mona)     | Benny Andersson | -             | 2:20  |
| 10 | (If This Is) Our Last Dance (Vår sista dans)1           | Benny Andersson | Björn Ulvaeus | 4:46  |
| 11 | Jehu                                                    | Benny Andersson | -             | 3:44  |
| 12 | Tyrolean Schottische (Schottis i Tyrolen)               | Benny Andersson | -             | 2:49  |
| 13 | The Stars (För dig)3                                    | Benny Andersson | Björn Ulvaeus | 3:51  |
| 14 | P.S.                                                    | Benny Andersson | -             | 1:00  |
| 15 | Sommaren du fick (Story of a Heart)                     | Benny Andersson | Björn Ulvaeus | 4:28  |

- 1 Sång framförd av Helen Sjöholm
- 2 Sång framförd av Tommy Körberg
- 3 Sång framförd av Tommy Körberg och Helen Sjöholm

## Listplaceringar
| Lista (2009) | Topplacering |
| ------------ | ------------ |
| Norge        | 10           |
| Sverige      | 5            |